# 阿发那西·尼吉丁
阿发那西·尼吉丁（俄语：Афанасий Никитин，—1472年）是俄国一名商人和旅行家。1466年从家乡特维尔出发，沿伏尔加河入里海，抵达波斯。在波斯居住一年后，阿发那西·尼吉丁于1469年春抵达波斯湾港口忽里模子。然后出波斯湾，东渡阿拉伯海到印度巴赫曼尼苏丹国，在其地旅居三年。1472年启程归国，他先西渡至东非，后然后北上经阿拉伯半岛，波斯湾，小亚细亚，抵达黑海南岸的特拉布宗，渡海到达克里米亚半岛的卡法（今乌克兰费奥多西亚）回国。但是他最终还是没有回到家乡特维尔，死在了途中距特维尔不远的斯摩棱斯克。所著《三海纪行》（俄语：Хожение за три моря），叙述所经各地见闻，其中关于印度的记载十分详细。